# Volkswagen Caddy (14D)
Volkswagen Caddy (14D) var en varebil fra Volkswagen Erhvervsbiler bygget mellem 1979 og 1993.

## Historie
Den første Caddy blev oprindeligt udviklet til det nordamerikanske marked som Rabbit Pickup. Den topersoners ladvogn var baseret på Volkswagen Rabbit, den i Westmoreland (Pennsylvania, USA) byggede amerikanske udgave af Volkswagen Golf I. Modellen blev præsenteret i 1978 og bygget mellem 1979 og 1993.
I Europa optrådte navnet Caddy for første gang i 1983 på en med det amerikanske forbillede næsten identisk model, bygget hos TAS i Sarajevo. Ligesom den amerikanske version var modellen baseret på PQ31/A1-platformen fra Golf I, men havde en stiv bagaksel med bladfjedre. Dette muliggjorde en plan lasteflade uden forhøjninger til fjederbenene, samt en højere nyttelast. Den mest iøjnefaldende forskel i forhold til forbilledet var forlygterne: Hvor de på den amerikanske version var rektangulære, havde den europæiske version de typiske runde forlygter fra Golf I. Krigen i Bosnien-Hercegovina satte en stopper for denne produktion i 1992, men frem til 2007 blev Caddy I med modificeret front og indsprøjtningsmotorer stadigvæk bygget i Sydafrika.
- Volkswagen Caddy type 14D fra Deutsche Bundespost på depotet på Museum für Kommunikation Frankfurt
- Volkswagen Caddy I som autocamper
- Amerikansk version af Volkswagen Caddy I

## Tekniske data
|                                      | 1,5                 | 1,6                 | 1,8                 | 1,6 D               |
| Motordata                            |                     |                     |                     |                     |
| Motorkendebogstaver                  | JB                  | EM, EW, HN          |                     | JK, ME              |
| Motortype                            | R4-benzinmotor      | R4-benzinmotor      | R4-benzinmotor      | R4-dieselmotor      |
| Ventilstyring                        | OHC, tandrem        | OHC, tandrem        | OHC, tandrem        | OHC, tandrem        |
| Fødesystem                           | Karburator          | Karburator          | Karburator          | Hvirvelkammer       |
| Trykladning                          | –                   | –                   | –                   | –                   |
| Køling                               | Vandkøling          | Vandkøling          | Vandkøling          | Vandkøling          |
| Boring × slaglængde                  | 79,5 × 73,4 mm      | 81,0 × 77,4 mm      | 81,0 × 86,4 mm      | 76,5 × 86,4 mm      |
| Slagvolume                           | 1457 cm³            | 1595 cm³            | 1781 cm³            | 1588 cm³            |
| Maks. effekt ved omdr./min.          | 51 kW (70 hk) /5600 | 55 kW (75 hk) /5500 | 66 kW (90 hk) /5200 | 40 kW (54 hk) /4800 |
| Maks. drejningsmoment ved omdr./min. | 108 Nm /2500        | 123 Nm /2500        | 139 Nm /3000        | 98 Nm /2300         |
| Kraftoverførsel                      |                     |                     |                     |                     |
| Drivende hjul                        | Forhjul             | Forhjul             | Forhjul             | Forhjul             |
| Gearkasse (standardudstyr)           | 4-trins manuel      | 4-trins manuel      | 4-trins manuel      | 4-trins manuel      |
| Præstationer                         |                     |                     |                     |                     |
| Topfart                              | 131−155 km/t        | 131−155 km/t        | 131−155 km/t        | 131−155 km/t        |
| Acceleration 0-100 km/t              | 16,0−23,9 sek.      | 16,0−23,9 sek.      | 16,0−23,9 sek.      | 16,0−23,9 sek.      |